# محمدرضا توپچی
محمدرضا توپچی (زاده ۱۷ آذر ۱۳۴۱) کشتی‌گیر و پهلوانایرانی است. ایشان دبیر اسبق بود
وی فرزند میرزا میرپنج توپچی ، شخصی که تیکه ها و سوال های منتقدانه ی او در طول تاریخ زبانزد بوده و هست و به مدت ۴ سال رئیس تربیت بدنی شهرستان شهریار بوده‌است.
توپچی کشتی‌گیر ایران در المپیک ۱۹۸۸ سئول در وزن ۹۰کیلوگرم بوده و دارای دو بازوبند پهلوانی کشور در سال های۱۳۶۶ و۱۳۶۸است. و همچنین چندین سال نایب پهلوان کشور بوده.

## فعالیت ورزشی
توپچی زاده محله امام زاده حسن تهران است. او از ۱۴ سالگی کشتی را شروع کرده و دارای مدال‌های کشوری رنگارنگیست. اما سال‌های طلایی کشتی او مصادف بود با دوری ورزش ایران از میادین جهانی با این وجود او دارای عناوین مختلف بین‌المللی ازجمله سه دوره قهرمانی آسیا، نائب قهرمانی جام تفلیس، سومی جام دانکلوف و قهرمانی جام قاعد اعظم است.